# Paraceradocus ramulus
Paraceradocus ramulus is een vlokreeftensoort uit de familie van de Maeridae. De wetenschappelijke naam van de soort is voor het eerst geldig gepubliceerd in 1981 door Andres.